# Dapayk

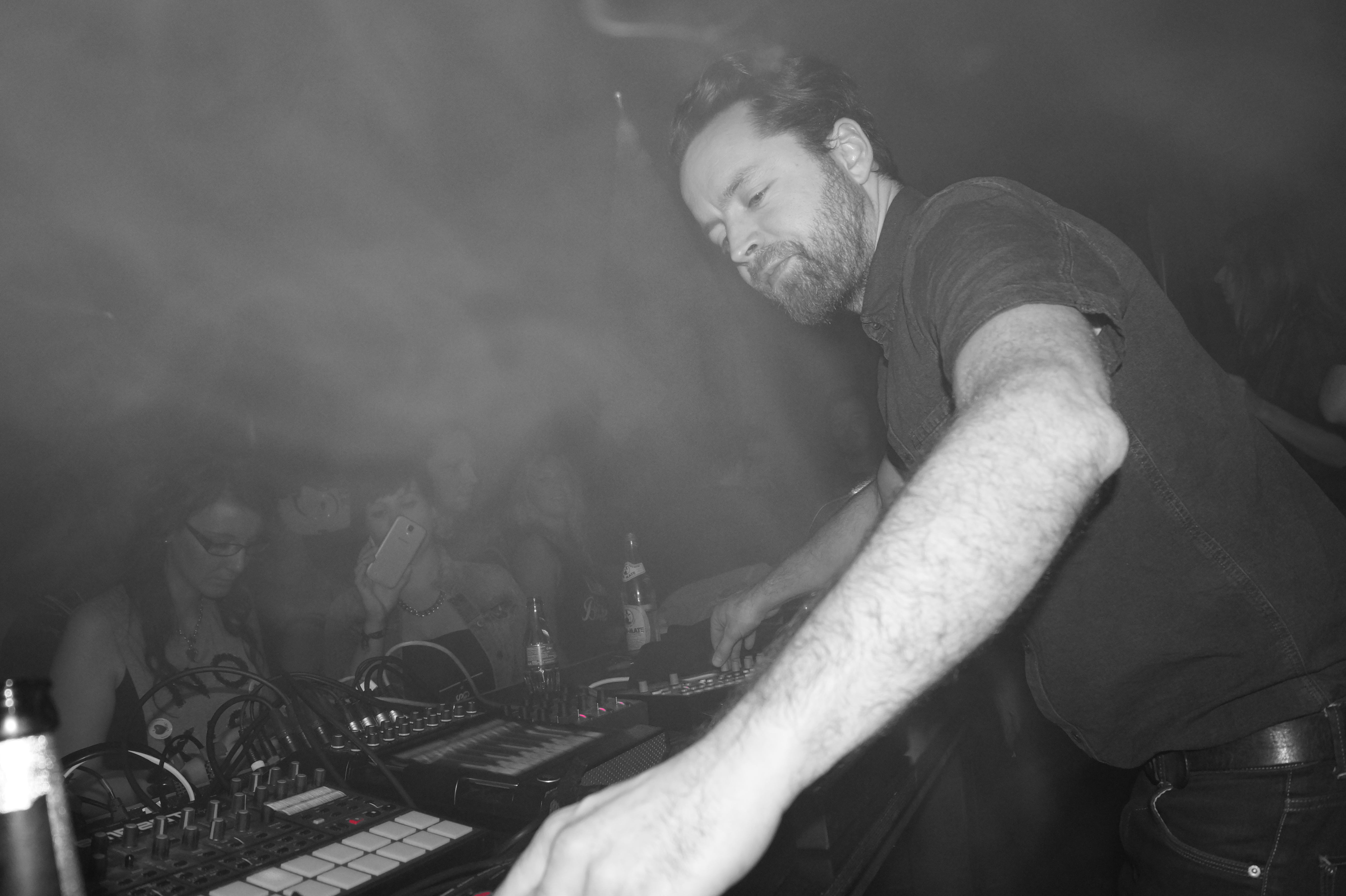
Dapayk @ I Love Vinyl Wintersession 2013

Dapayk es el seudónimo del músico, escritor y productor musical e de música Techno alemán, Niklas Worgt (nacido el 8 de febrero de 1978 en Bad Frankenhausen, círculo Artern en la antigua RDA). Él es uno de los protagonistas de minimal techno en Alemania.

## Biografía
Nacido en Turingia (Alemania), Dapayk tuvo por la primera vez a principios de los 90 contacto con el BrokenBeats y Drum and Bass. 
Sus primeras apariciones fueron hechas bajo el título "Fraudes en Blanco" (“Frauds in White“ un Drum¬and¬Bass¬Live¬Act. Con el "Fraudes en blanco" y su otro alias "Sonstware" Dapayk se estableció como músico conocido en Alemania central.
A finales de los años 90, creó su nuevo sonido. Sus producciones han trascendido de Broken Beats a puro techno, ahora conocido como una plataforma experimental bajo su seudónimo Dapayk. 
Después de las primeras publicaciones, Dapayk fundó en 2000 su propio sello discográfico “Mo’s Ferry Productions" con publicaciones dedicadas al techno minimalista. En 2005 se creó la Sublabel "Fenou", y en 2006 la Rrygular.
En su estado actual en el campo de minimal techno desarrolló actuaciones en directo, remixer y varias otras colaboraciones. 
En el marco del proyecto Dapayk y Padberg, junto con su esposa, la modelo Eva Padberg, ha creado por el otoño de 2013, cuatro álbumes: "Smoke" después de "Close Up", " Black Beauty" y "Sweet Nothings". 
Además de su propio sello, Dapayk tiene otras publicaciones con Stil vor Talent como , Karloff, Textone, Orac, Contexterrior, „Resopal Schallware“ und „Friends of Tomorrow“.
Dapayk también publicó y trabaja bajo diferentes seudónimos como "Marek Bois" en obras como “Trapez “e “Rrygular”. 
Dapayk continúa como un productor de estudio para artistas como Monika Kruse, Marcel Knopf & Kleinschmager Audio.

## Vida
El 29 de julio de 2006 Niklas Worgt casó después de diez años de colaboración con el modelo Eva Padberg. Viven en Berlín, Alemania.

## Álbumes
| 2005 | "Close Up"               | publicado por Mo's Ferry Productions | El álbum debut de Dapayk y Padberg se centra en Rave y techhouse. |
| 2006 | "Impulsion Parasite"     | publicado por Mo's Ferry Productions | El álbum debut solo de Dapayk se crea entre el Club Floor y sonidos experimentales. Una versión adicional de la CD incluye un segundo CD con piezas de "ListeningElectronica" puro.                                                             |
| 2007 | "Black Beauty"           | publicado por Mo's Ferry Productions | Entra en la escena como la respuesta estilizada a la declinación de vinilo bajo los DJs. El segundo Cd Dapayk y Padberg intenta fusionar el propósito de minimal techno y pop mientras tiene un importante papel el sonido HipHopSoundcollagen. |
| 2008 | "Boissche Untiefen"      | publicado por Rrygular               | En su primer álbum bajo su alter ego Marek Bois, Dapayk vive el Minimal Techno en grandes formas y hasta la propensión a Rave en el centro del disco.                                                                                           |
| 2008 | "Devil´s House"          | publicado por Mo's Ferry Prod        | El segundo álbum solo de Dapayk se caracteriza por un toque oscuro. Cerca de piezas orientadas a Dancefloor se puede escuchar claramente la influencia de elementos breakbeat.                                                                  |
| 2010 | "Decade One (2000-2010)" | publicado por Mo's Ferry Productions | Un resumen de su primera etapa creativa con una gran cantidad de temas inéditos y material remasterizado. Un doble álbum con significantes influencias de jazz.                                                                                 |
| 2012 | "Sweet Nothings"         | publicado por Stil vor Talent        | El tercer álbum Dapayk y Padberg está marcado por el techno melódico, que atrajo a las respuestas en una entrevista. |
| 2013 | "Smoke"                  | publicado por Mo's Ferry Productions | El cuarto álbum Dapayk y Padberg se aparta del Dancefloor y Listening-Electrónica. El álbum utiliza elementos cada vez más de Dubstep y estructuras de canciones.                                                                               |

## Estilo Musical
Dapayk describe su sonido como "Frickel". Técnicamente el sonido que se puede probar son notas musicales individuales del Minimal Art, "Electrónica" y breakbeats sofisticados que fluyen entre sí. 

## Discografía
| Nombre            | Título                      | Label                  |
| ----------------- | --------------------------- | ---------------------- |
| Dapayk (solo)     | Impulsion Parasite [Album]  | Mo’s Ferry Productions |
| Dapayk (solo)     | Impulsion Parasite [Single] | Mo’s Ferry Productions |
| Marek Bois        | Mampe halb/halb             | Rrygular               |
| Marek Bois        | You Got Good Ash Rmxs       | Trapez                 |
| Dapayk (solo)     | Effessefedepp               | Karloff                |
| Marek Bois        | Fake EP                     | Rrygular               |
| Marek Bois        | Boisboisbois                | Trapez                 |
| Dapayk (solo)     | Giornata                    | Friends of Tomorrow    |
| Dapayk (solo)     | Untergelgen EP              | Orac                   |
| Dapayk (solo)     | Fat Kid’s Choice            | Resopal                |
| Dapayk & Padberg  | Close Up [Album]            | Mo’s Ferry Productions |
| Dapayk & Midnight | Fenou01                     | Fenou                  |
| Dapayk (solo)     | Marek & das Polenpony       | Karloff                |
| Dapayk & Padberg  | Maze                        | Mo’s Ferry Productions |
| Dapayk (solo)     | Daypack                     | Mo’s Ferry Productions |
| Dapayk (solo)     | Black, White, Orange, Lines | Textone                |
| Dapayk & Padberg  | Dirty White                 | Mo’s Ferry Productions |
| Dapayk & Padberg  | Semaphore                   | Mo’s Ferry Productions |
| Dapayk & Padberg  | Think & Speak               | Mo’s Ferry Productions |
| Dapayk & Padberg  | Goddess                     | Mo’s Ferry Productions |
| Dapayk (solo)     | Heimweh                     | Mo’s Ferry Productions |
| Dapayk (solo)     | TPZ EP                      | Mo’s Ferry Productions |
| Dapayk (solo)     | Call Me Names               | DPK                    |

## Remixes (extractos)
| Nombre               | Título              | Label                  |
| -------------------- | ------------------- | ---------------------- |
| Saint Ibot           | Tschäkk             | TFE Tecords            |
| Koefer & Strube      | Arbeitshypothese    | WhirlPoolSexMusic      |
| Hacienda             | h.a.c.i.e.n.d.a.    | Ministry of Sound      |
| Mathias Schaffhäuser | Coincidance         | Ware                   |
| Alland Byallo        | My Nightlight       | NightLightMusic        |
| Tanaka Hideyuki      | Wicked Loop in Life | Mo’s Ferry Productions |
| Deladap              | Cza Manca           | Eccochamber            |
| Malou                | Worldplay           | Discowax               |
| Nitsch & Gleinser    | Rollbots            | Karatemusik            |

## Premios e Indicaciones
2005 El primer álbum Dapayk y Padberg "Close Up" alcanzó el top 10 en las listas de las Revistas "Groove" y "de: bug". 
En 2007, recibió el Premio estilo de "Musikexpress" por el Proyecto Dapayk y Padberg en la categoría "Artista Nacional".